# ساواته

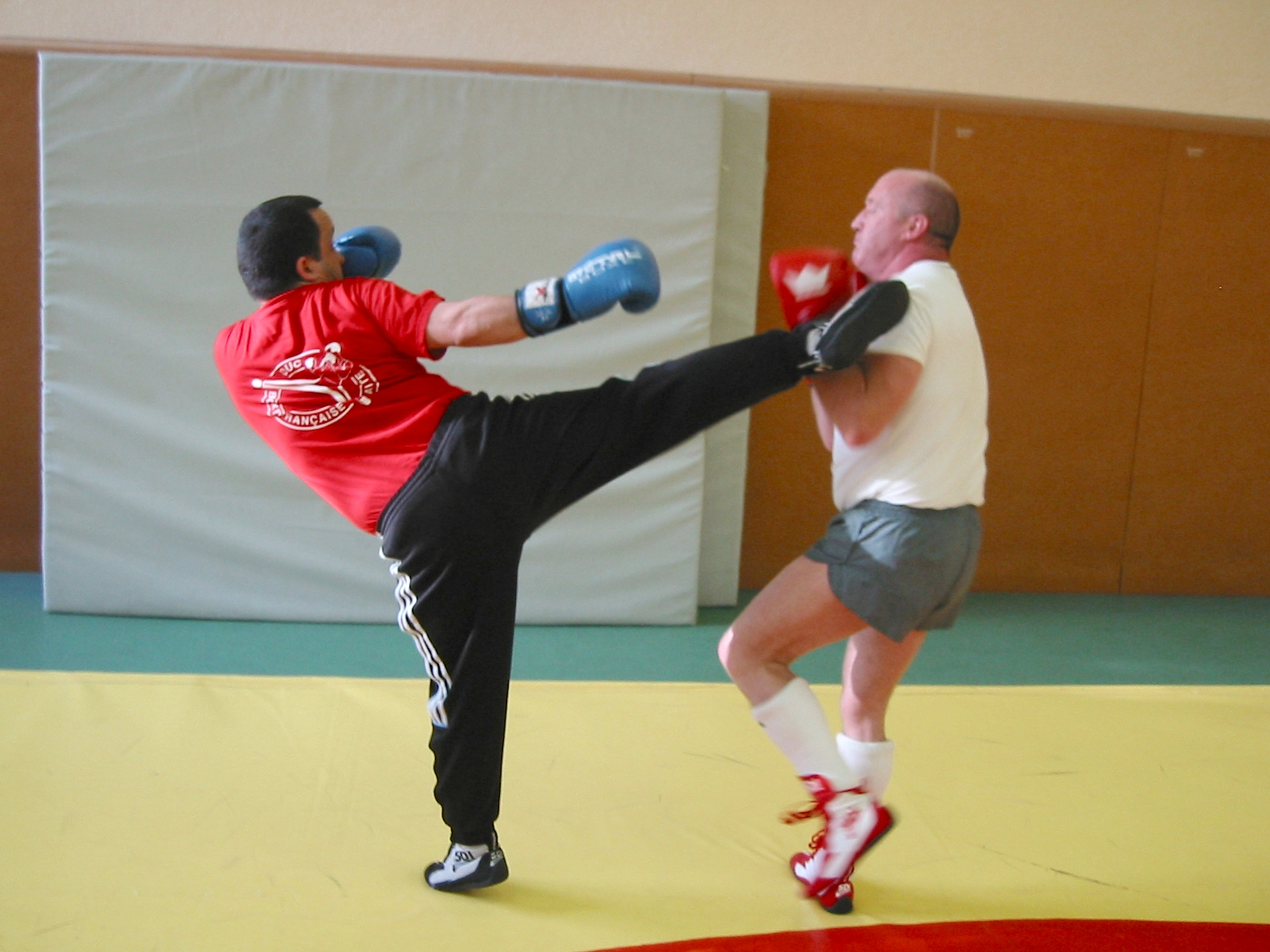

ساوات (به فرانسوی: Savate) یا بوکس فرانسوی (به فرانسوی: boxe française) یک هنر رزمی فرانسوی که در آن استفاده از ضربات دست، پا و سلاح‌های سرد آموخته می‌شود.
هنر رزمی ساوات که در ایران از ابتدای ورودش به کشور در ابتدای دهه ۱۳۴۰ شمسی توسط پایه‌گذاران آن با نام ساواته معرفی و شناخته شد، روشی مشابه کیک بوکسینگ است که در هنگام مبارزه از کفش استفاده می‌شود.
این ورزش از ابتدای قرن نوزدهم با نام شوسون (Chausson) و با الهام از بوکس انگلیسی ولی با تفاوت مشهود در استفاده از ضربات پا پایه‌گذاری شد.

## تاریخچه
میشل کاسو یک بوکسور فرانسوی بود که شوسون (مبارزات خیابانی فرانسه) را سازمان‌دهی کرد.
«میشل کاسو» (۱۸۶۹–۱۷۹۴) در محله بلویل پاریس متولد شد. او فردی بود که تا حدود زیادی روش مبارزات خیابانی در فرانسه را سازمان‌دهی کرد و آن را هنر ساوات نامید. تلاش‌های او در طبقات مختلف جامعه نتیجه داد به‌طوری‌که اشراف و هنرمندان فرانسه علاقه‌مند به ساوات شدند. «دوک ارلئان» - «کنت لاباتت» - «هنری سی‌مور» و نقاش مشهور «پائول گاوارنی» از این دست افراد بودند.
شاگردان اصلی کاسو برادران لکور بودند. چنان در واقع برادران لکور با نام‌های «شارل لکور» و «هربر لکور» را نیز می‌توان بنیان‌گذاران این هنر رزمی دانست. این دو پیشگامان ساواته در سال ۱۸۳۰ با ایجاد نظم و ساختار فنی که در طی زمان رشد و ارتقاء یافت، نام «ساوات» به معنی «کفش کهنه» را به مبارزات خیابانی فرانسه دادند.
به تدریج ساوات در فرانسه عمومیت یافت. «ژوزف پیر شارلمون» (۱۹۱۴ – ۱۸۳۰) شاخص‌ترین قهرمان ساوات در فرانسه در نیمه دوم قرن نوزدهم بود. وی در سال ۱۸۹۹ نخستین کتاب ساواته (بوکس فرانسوی) را به رشته نگارش درآورد. پسر وی «شارل شارلمون» (۱۹۴۴ – ۱۸۶۲) نیز یکی از نام‌آوران ساوات گشت.

## درجات فنی
1. دستکش آبی
2. دستکش سبز
3. دستکش قرمز
4. دستکش سفید
5. دستکش زرد
6. دستکش نقره‌ای (بالاترین درجه فنی)[۶]

## سبک‌ها
مسابقات ساواته در دو سبک آسوت و کامبت برگزار می‌شود.
در آسو تنها دقت در اجرای نمایشی تکنیک‌ها مورد نظر است.
در کامبت ضربات به صورت کامل به حریف وارد می‌شود. مسابقات کمبت به دو شیوه، با محافظ سر و گردن و بدون محافظ برگزار می‌شود.

## قوانین مسابقات
مسابقه ساواته در راندهای مختلف برگزار شده که بین هر راند زمان مشخص استراحت در نظر گرفته شده است.
براساس قوانین، هر رقابت می‌تواند در دو – سه – چهار یا پنج راند برگزار شود. مدت زمان راندها بین یک دقیقه، یک دقیقه و نیم تا دو دقیقه متغیر است.
زمان استراحت بین هر راند pause یک دقیقه است.

## قوانین داوری
مسابقات توسط هیئت ژوری شامل داوران کناری و داور وسط، مورد قضاوت قرار می‌گیرد.
وقت نگه دار، کمیته پزشکی و بازرس وسایل ایمنی این هیئت را یاری می‌رسانند.
ناظر رسمی مسابقه، مرجع عالی مسابقات است که بر عمل کرد هیئت ژوری نظارت می‌کند.

## ساواته در ایران

مجمع عمومی فدراسیون بین‌المللی ساواته؛ سپتامبر ۲۰۰۸، علی حق‌شناس و ژیل لودوگو.

ساواته در سال ۱۳۴۰ توسط مهدی کامران وارد ایران شد و در باشگاه‌هایی چون ایران امروز و دیهیم تدریس گردید.
کامران، ساواتور مقیم فرانسه دارای دستکش نقره‌ای (عالی‌ترین درجه فنی در هنر رزمی ساواته) و از شاگردان مستقیم کنت پیر باروزی (۱۹۹۴–۱۸۹۷) قهرمان افسانه‌ای و سرشناس ساواته فرانسه (مؤسس فدراسیون ساواته فرانسه) بود.
در مدت کوتاهی ساواتورها و ساواتریس‌های ایرانی به فراگیری این هنر رزمی زیر نظر مهدی کامران پرداختند. از شاگردان به‌نام کامران می‌توان ساواتورهایی چون برادران معظمی، حمیدرضا توکل شعار (رئیس انجمن ساواته ایران)، مصطفی زاکانی، ناصر نظری، اسماعیل کاظمی (عضو هیئت مدیره انجمن) و عباس تفنگچی را نام برد.
فریدون معظمی و فرامرز معظمی پس از مهدی کامران نخستین ساواتورهایی بودند که در ایران آموزش دیده و به واسطه شایستگی خود و تحمل تمرینات دشوار کامران و گذراندن سلسله مراتب کامل فنی، موفق به دریافت دستکش نقره‌ای از بنیان‌گذار ساواته در ایران و سپس کنت پیر باروزی شدند.
با خروج بنیان‌گذار این ورزش از کشور، ساواته دوران رکود خود را تا سال ۱۳۸۴ پشت سر گذاشت، تا این که در سال ۱۳۸۶ فعالیت مجدد و تشکیلاتی این رشته با مجوز اتحادیه متخصصان ورزش‌های رزمی ایران تحت عنوان انجمن ساواته (بوکس فرانسوی) ایران پس از ثبت و اخذ تائیدیه از قوه قضائیه و وزارت امور خارجه به‌طور رسمی و قانونی در ایران آغاز شد.
انجمن ساواته ایران به ریاست توکل‌شعار، عضو جمعیت سازمان‌های غیردولتی ورزش ایران و اتحادیهٔ فدراسیون‌های غیردولتی (غیرانتفاعی) ورزش ایران است.
در سال ۱۴۰۱ اتحادیه ساواته (بوکس فرانسوی) ایران به ریاست جواد مشیری نویسندهٔ کتاب «شصت سال ساواته در ایران» با تأیید اتحادیه متخصصان ورزش‌های رزمی تأسیس گردید.

## ترجمه و تألیف کتب ساواته دردهه ۱۳۴۰

فنون کشتی، جودو و کاراته و ساواته اثر یونیشی و تگنر، تهران،انتشارات اسکندری ۱۳۴۳.

کاراته - ساواته، برگردان علی اشرفی، تهران،انتشارات اسکندری ۱۳۴۷.

پشت جلد کتاب کاراته-ساواته

جودو کاراته - ساواته، اثر علیرضا جوهری، تهران، انتشارات ارژنگ ۱۳۴۹.

کاراته، ساواته و جودو، اثر برادران معظمی، تهران،انتشارات قائم مقام ۱۳۴۶.

پشت جلد جودو کاراته - ساواته، اثر علیرضا جوهری، تهران، انتشارات ارژنگ ۱۳۴۹.

جواد مشیری رئیس اتحادیه ساواته ایران در "کتاب شصت سال ساواته در ایران" می‌نویسد: «به فاصله اندکی پس از ورود ساواته به ایران نخستین کتاب با موضوع ساواته در سال ۱۳۴۳ در ایران ترجمه شد.
این کتاب فنون کشتی، جودو و کاراته و ساواته و رموز دفاع از خود اثر یونیشی و بروس تگنر به برگردانی م.ب. آ نام دارد.»
در سال ۱۳۴۷ نیز دومین کتاب با عنوان ساواته با نام کاراته - ساواته و رموز دفاع از خود به طریقهٔ ژاپنی اثر بابی لو و به برگردانی علی اشرفی منتشر شد.
نخستین کتاب ساواته در ایران در سال ۱۳۴۵ توسط برادران معظمی، زیر عنوان ساواته و جودو به رشتهٔ نگارش درآمد و در سال ۱۳۴۶ در دو نوبت و در نوبت دوم با نام ساواته، کاراته و جودو به چاپ رسید.
مؤسسان و بزرگان ساواته ایران در این‌باره توضیح می‌دهند:
«در چاپ اول ایراداتی مشاهده شد که سعی گشت در این چاپ مرتفع گردد. عده‌ای از خوانندگان محترم از این که در کتاب راجع به کاراته مطلبی وجود نداشت ایراد گرفته بودند… در چاپ دوم، بخش دیگری پیش از بخش ساواته موسوم به کاراته به کتاب اضافه نمودیم. علاوه بر آن باید اضافه نمود که حرکات ترکیبی بخش‌های آخر کتاب از حرکات ساواته و کاراته تواماً نیز استفاده شده است. امید است این کوشش مورد توجه خوانندگان عزیز قرار گیرد.»
نویسندگان اثر همچنین می‌نویسند: «بسیاری از مردم معتقدند که ساواته (بوکس فرانسوی) از موثرترین هنرهای رزمی است. صدها مانور و ضربات مرکب را فردی که ساواته می‌داند می‌تواند به کار ببرد و با آن خطرناک‌ترین افراد را به حال مرگ بیندازد.
اگر به قدرت مرگ‌آور ساواته شک دارید به سرگذشت (جان-سولیوان) یکی از بزرگ‌ترین قهرمانان سنگین‌وزن گوش دهید …
ساواته یک طرز شگف‌آور مبارزه است که در فرانسه و در طی سال‌ها کامل شده است؛ به‌طوری‌که یک پاریسی کوچک اندام با بهره‌گیری از آن قادر می‌شود قوی‌ترین اشخاص را مغلوب کند.
مهم نیست قد و وزن کنونی شما چیست، با دنبال کردن تمرینات ساواته می‌توانید قدرت عظیمی را در پاهای خود به وجود آورید. تمرینات را درست همان‌طور که توضیح داده شده است انجام دهید … این تمرینات به خصوص در اضافه نمودن قدرت، سرعت، مقاومت، مهارت، حفظ تعادل و … مؤثرند».
محمد حسین سعادتی مدیر انتشارات قائم، این کتاب را به سربازان شجاع و وطن‌پرست و تمامی نیروهای مسلح برای مقابله با متجاوزین به حقوق ملت سلحشور ایران تقدیم کرد.
با توجه به استقبال ساواته کاران از کتاب، این اثر برای سومین بار در سال ۱۳۴۸ ازنو توسط انتشارات قائم مقام در ۵۰۰۰ جلد چاپ گردید.
در تیرماه سال ۱۳۴۹ کتاب جودو کاراته - ساواته، اثر علیرضا جوهری ساواتور تهرانی و از نسل اول ساواته ایران به سرمایهٔ مؤلف توسط چاپخانهٔ ارژنگ به چاپ رسید.

## تألیف کتب ساواته دردهه ۱۳۵۰

چاپ چهارم کاراته - ساواته - جودو اثر مجتبی ظهوری، تهران، انتشارات سعیدی ۱۳۵۳.

کاراته - ساواته - جودو اثر مجتبی ظهوری، تهران، انتشارات سعیدی ۱۳۵۱.

چاپ چهارم فنون کشتی، جودو و کاراته و ساواته اثر یونیشی و تگنر، تهران،انتشارات اسکندری ۱۳۵۲.

در سال ۱۳۵۱ کتاب کاراته-ساواته-جودو تألیف مجتبی ظهوری ساواتور خراسانی و از نسل پیشگام ساواتۀ ایران توسط انتشارات سعیدی در تیراژ ۳۰۰۰ نسخه به چاپ رسید. 
این کتاب در سال ۱۳۵۳ در دو هزار جلد به چاپ چهارم رسید.